# アングリマーラ

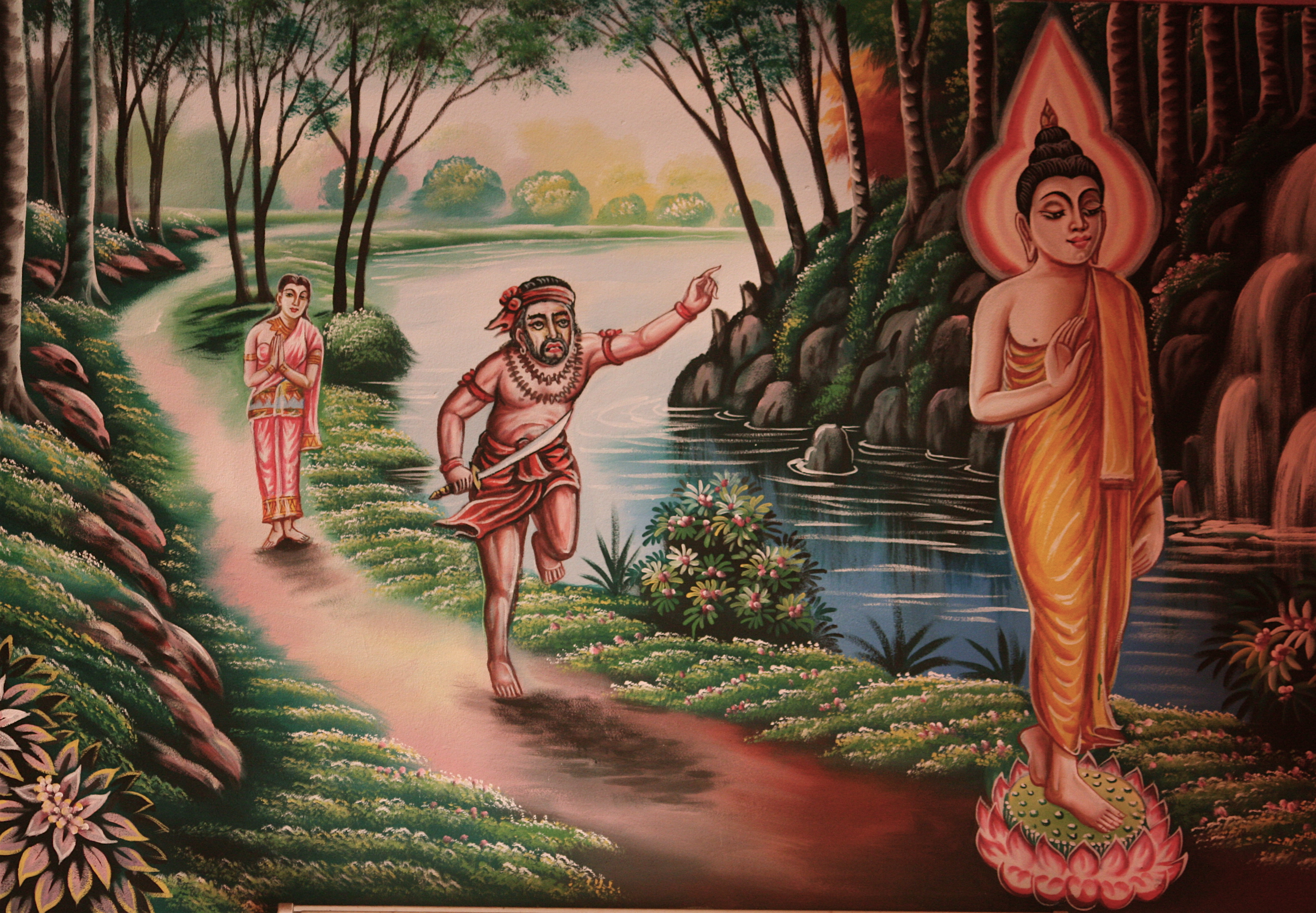
釈迦仏（右）を追いかけるアングリマーラ（中央）

アングリマーラ（巴: Aṅgulimāla、梵: Aṅgulimālya）は、釈迦の弟子の一人。彼の伝記は仏教でも有名である。パーリ語経典の中部（Majjhima Nikaya）『アングリマーラ経』（Angulimala Sutta）及び漢訳大蔵経の阿含部『央掘摩羅経』などで言及される。央掘摩羅（おうくつまら）とも音写される。

## 名前
彼の名前は、経典などにより表記が異なるため、主なものを表記する。
- 音写：鴦掘摩羅、鴦仇摩羅ほか
- 音写（略）：鴦掘摩、鴦掘、阿群など
- 訳（意訳含む）・意味：一切世間現、指鬘など

### 本名と出身
彼の本名はもともと、アヒンサカ（Ahiṃsaka）であり、アングリマーラはあだ名である（後述）。コーサラ国のシュラバスティー（舎衛城）のバラモン出身。一説では父名 Gagga、母名 Mantaanii という。コーサラ国王プラセーナジットの輔師（Purohita）Bhaggava の子でタキシラに学んだという。
12歳の時、パーラカシー村のマニー・ヴァードラというバラモンに師事し、四ヴェーダを学んでいた。このバラモンには500人の弟子がいたが、アヒンサカはその中でも特に体力があり、また智慧が優れ容姿も端麗であったという。

### アングリマーラの名の由来
ある日、師匠が王の招きにより留守だったが、師の妻がアヒンサカに邪に恋慕し誘惑した。しかしアヒンサカがこれに応じず断ると、その妻は自らの衣を破り裂き、悲相を装い師の帰りを待って「アヒンサカに乱暴された」と偽って訴えた。之を聞いた師は怒り、アヒンサカに（一説には術をかけたともいわれるが）、剣を渡して「明日より、通りで出逢った人を順に殺して、その指を切り取り鬘（首飾り）を作り、100人（あるいは1000人）の指が集まったとき、お前の修行は完成する」と命じた。彼は悩んだ末に、街に出て師の命令どおり人々を殺してその指を切り取っていった。これにより彼はアングリマーラ（指鬘）と呼ばれ恐れられた。なお、この頃の彼を指鬘外道（しまんげどう）と呼ぶことがある。

## 釈迦仏との出会い
人々はアングリマーラを恐れ、プラセーナジット（波斯匿）王に直訴した。アングリマーラとなったアヒンサカは、そのときすでに99人の指を集め終わっており、あと一人殺せば修行が完成するはずであった。またこの話を比丘たちからすでに聞いていた釈迦仏は、放っておけば、アヒンサカの帰りが遅いのを心配した母が息子を迎えに行き、ちょうど100人目となって息子に殺されてしまうことを神通によって知り、その場へ駆けつけて、アヒンサカに説法し改心させ、帰依させた。そして彼を祇園精舎に連れ帰り、出家させた。こうしてアヒンサカはついに仏弟子となった。彼を征伐しようとしていたプラセーナジット王は祇園精舎に立ち寄り、釈迦仏から事の次第を聞き引き取ったという。
なお仏典によっては、彼が最後に殺そうとしたのは母親ではなく、釈迦仏自身となっている。ちなみに彼を単なる賊とするものもあり、彼の伝記を伝える各経典の成立を紐解く鍵となっている。

## 人びとからの迫害
釈迦仏の弟子となった彼は、街へ托鉢に出かけると、今までの経緯から人びとから多くの迫害を受けるようになった。あるときは彼を見た妊婦が難産となったこともあったという。また彼を見ていた少年から暴行されたこともあったという。彼はこれは自分がしたことの報いだと耐えて、ついに証果を得た（悟った）といわれる。
大乗経典である「央掘摩羅経」では、彼の来歴を説いて、彼は実は南方の一切宝荘厳国にいる、一切世間楽見大精進如来の化現の身であるとし、大乗の法を得て、目連や舎利弗は小乗であると、また大乗の菩薩である文殊菩薩をも呵責しているという。

## 出家後の善行
ある時アングリマーラが托鉢していると難産で苦しんでいる女性がいた。
何もできなかったアングリマーラは戻ってから、どのようにすればいいか釈尊に尋ねると釈尊は「私は一度も人を殺めたことはない、その徳によって母子は安全に出産できるだろう」と言うように答えた。
アングリマーラはそれは本当ではないので功徳はないのではないかと疑問を伝えたが、釈尊は自分の言った通りに唱えなさいと答えた。
（ここで釈尊が「では、『私は出家して仏弟子として生まれてから一度も人を殺めたことはない』といいなさい」と答えたという説もある）
アングリマーラがそのとおりに母親に唱えると、無事に子供が生まれた。